# The Job
The Job est une série télévisée américaine en 19 épisodes de 24 minutes, créée par Denis Leary et Peter Tolan et diffusée entre le 14 mars 2001 et le 24 avril 2002 sur le réseau ABC.
En France, la série a été diffusée à partir du 27 février 2003 sur Jimmy.

## Synopsis
Cette série met en scène Mike McNeil, policier d'origine irlandaise à New York. C'est un personnage irascible, alcoolique, perpétuellement stressé, infidèle (aussi bien à sa femme qu'à sa maîtresse) mais dont la carrière professionnelle est plus qu'honorable.
Entouré d'équipiers hauts en couleur, Mike McNeil mène ses enquêtes de façon peu conventionnelle en essayant d'oublier le chaos de sa vie privée.

## Distribution

### Acteurs principaux
- Denis Leary (VF : Lionel Tua) : Mike McNeil
- Bill Nunn (VF : Lucien Jean-Baptiste) : Terrence « Pip » Phillips
- Lenny Clarke (en) (VF : Patrick Préjean) : Frank Harrigan
- Diane Farr (VF : Françoise Cadol) : Jan Fendrich
- Adam Ferrara (VF : Pierre-Jean Cherer) : Tommy Manetti
- John Ortiz (VF : Jérôme Rebbot) : Ruben Sommariba
- Julian Acosta (VF : Thomas Roditi) : Al Rodriguez

### Acteurs récurrents
- Keith David (VF : Med Hondo) : lieutenant Williams
- Wendy Makkena (VF : Suzanne Sindberg) : Karen McNeil
- Karyn Parsons (VF : Brigitte Bergès) : Toni
- Janet Hubert (VF : Émilie Benoît) : Adina Philipps

Source VF : Doublage Séries Database

## Épisodes

### Première saison (2001)
1. Pilote (Pilot)
2. Elizabeth Hurley (Elizabeth)
3. Les Toilettes (Bathroom)
4. Le Pied (Foot)
5. L'Institut de massage (Massage)
6. En colère (Anger)

### Deuxième saison (2002)
1. Sacrilège (Sacrilege)
2. La Soupe (Soup)
3. Télescope (Telescope)
4. Gina (Gina)
5. Le Boss (Boss)
6. Quitter (Quitter)
7. Les parents de Tony (Parents)
8. Barbecue (Barbecue)
9. Trahison (Betrayal)
10. Voisins (Neighbor)
11. Gay ou pas gay (Gay)
12. Vacances forcées (Vacation)
13. Papa (Dad)